# Autódromo Internacional Ayrton Senna
Autódromo Internacional Ayrton Senna is een circuit in Goiânia in Goiás, Brazilië. Het is vernoemd naar drievoudig wereldkampioen Formule 1 Ayrton Senna. Van 1987 tot 1989 werd op dit circuit de Braziliaanse Grand Prix van de 500cc (nu bekend als MotoGP) verreden. Ook zal het in 2011 de Zuid-Amerikaanse ronde organiseren van de Superleague Formula.